# Lví důl
Lví důl ist die tschechische Bezeichnung für ein Tal im zentralen Riesengebirge. Während der langen Besiedlungszeit von deutschsprachigen Forst- und Bergleuten war der Namen „Löwengrund“ gebräuchlich. Dieser für die Gegend etwas sonderbare Ortsnamen geht auf das Bergwerk „Silberlöwe“ zurück, das erstmals 1609 von einem Forstbeamten erwähnt wird.

## Lage
Das Kerbtal beginnt in Nähe der Quelle des Jelení potok (übersetzt: Hirschbach, deutsch: Löwenbach) am Osthang der Schneekoppe (polnisch Śnieżka, tschechisch Sněžka, 1603 m) knapp 200 Meter unterhalb von deren Gipfel auf tschechischem Staatsgebiet. Im Norden vom Riesenkamm und im Süden vom Mittelberg (Prostřední hora) begrenzt, fließt der Gebirgsbach zunächst nach Osten und schneidet sich bereits auf kurzer Strecke tief in das umgebende Gelände ein. Nach rund einem Kilometer biegt er in einer scharfen Kehre nach Süd-Ost ab und passiert die beiden Wasserfälle Jelení kaskáda und Jeřábový vodopád. Die allgemeine südöstliche Richtung behalten Bach und Tal für die nächsten 3¾ Kilometer bei und verlaufen dabei zwischen dem Schneekoppenausläufer Růžová hora (Rosenberg, 1396 m) im Westen und dem lang gestreckten Bergrücken Jelení hora (Löwenberg, 1171 m), der als Vorberg von der Schwarzen Koppe (pl: Czarna Kopa, cs: Svorová hora, 1407 m) im Osten ausgeht. In einer weiteren Kurve ändert sich nochmals der Lauf des Grabens, der nun wieder nach Osten zieht, denn der Weg nach Süden wird vom Pinkenberg (cs: Pěnkavčí vrch, 1105 m) versperrt. Nach etwas mehr als einem Kilometer endet der Löwengrund bei einem Ort namens „Spálený Mlýn“ (übersetzt: abgebrannte Mühle, ehemals Mohornmühle) an der Mündung des Löwenbachs in die Kleine Aupa (cs: Malá Úpa). Zusammen mit dem Tal der Kleinen Aupa bildet der Löwengrund das östlichste der großen Täler zwischen den südlichen Zweigkämmen des Riesengebirges, die tschechisch „Krkonošské rozsochy“ bzw. polnisch „Grzbiety południowe“ genannt werden.

## Hydrologie
Das Einzugsgebiet des Löwenbachs einschließlich der Seitentäler entlang des Westhangs beträgt ca. 10,5 km². Der erste größere Zufluss ist der Koulová strouha im früher Kugelgraben genannten Tal zwischen dem Mittelberg und dem Berg Koule (de: Kugeln). Im nächsten Seitental, dem Slunný důl (de: Sonnen- oder Kreuzgraben) unter der Rennerkoppe (cs: Rennerova hora) fließt der Křížový potok, der den deutschen Namen Kreuzbach trug. Der Messnergrund (cs: Messnerův důl) ist das südlichste Seitental des Löwengrunds. Es liegt unter dem Südhang der Rennerkoppe und beherbergt mit dem Messnerbach (cs: Messnerova strouha) den größten Nebenfluss. Der Osthang des Lví důl ist kaum zerklüftet und der einzig nennenswerte Zufluss bei der ehemaligen Wassabaude ist der kurze Wassergraben „Vasova strouha“, der sich in der Landschaft jedoch nur als scharfe Einkerbung bemerkbar macht. Obwohl genaue Messungen nicht vorliegen, kann das mittlere Abflussvolumen an der Mündung jedoch auf 0,3–0,4 Kubikmeter pro Sekunde geschätzt werden.

## Tourismus und Naturschutz
Der Löwengrund ist einer der unbekanntesten und am wenigsten besuchten Orte im Riesengebirge. Touristisch ist das schöne Tal praktisch nicht erschlossen, was vielleicht auch so gewollt ist, denn das ganze Tal, seine Hänge und Seitentäler liegen im Nationalpark des tschechischen Riesengebirges Krkonošský národní park (KRNAP). Obwohl die Fahrradtrasse K25 auf einer Asphaltstraße hindurchführt, fehlt jede weitere Beschilderung. Kurzzeitig wurde zwar ein Wanderweg von Spálený Mlýn nach Ober Kleinaupa (Horní Malá Úpa) und zu den Grenzbauden (Pomezní Boudy) ausgeschildert, was jedoch schon bald wieder rückgängig gemacht wurde.
Auch der landschaftlich sehr reizvolle Bischof-Doubrava-Steig (cs: Chodník biskupa Doubravy), der den Namen des ehemaligen Bischofs von Königgrätz Josef Doubrava (1852–1921) trägt, ist bis auf das Konterfei des Geistlichen an einem Bildstock, das am Beginn des Wegs aufgestellt ist nicht näher gekennzeichnet. Der Bischof war einer der ersten Touristen im 19. Jahrhundert und erwanderte im Bischofsgewand die Kämme des Riesengebirges. Der Weg biegt von der Straße nach rechts auf einen unauffälligen Steig ab und führt zur heutigen Bergbaude „Schronisko Jelenka“, der ehemaligen „Emmaquellenbaude“ und weiter zum Eulenpass. Der Bau des Wegs wurde 1885 von der Gräfin Aloisia von Czernin-Morzin in Auftrag gegeben und trug lange den Namen „Vorderer Löwenweg“ (cs: Přední Lví cesta).

## Geschichte

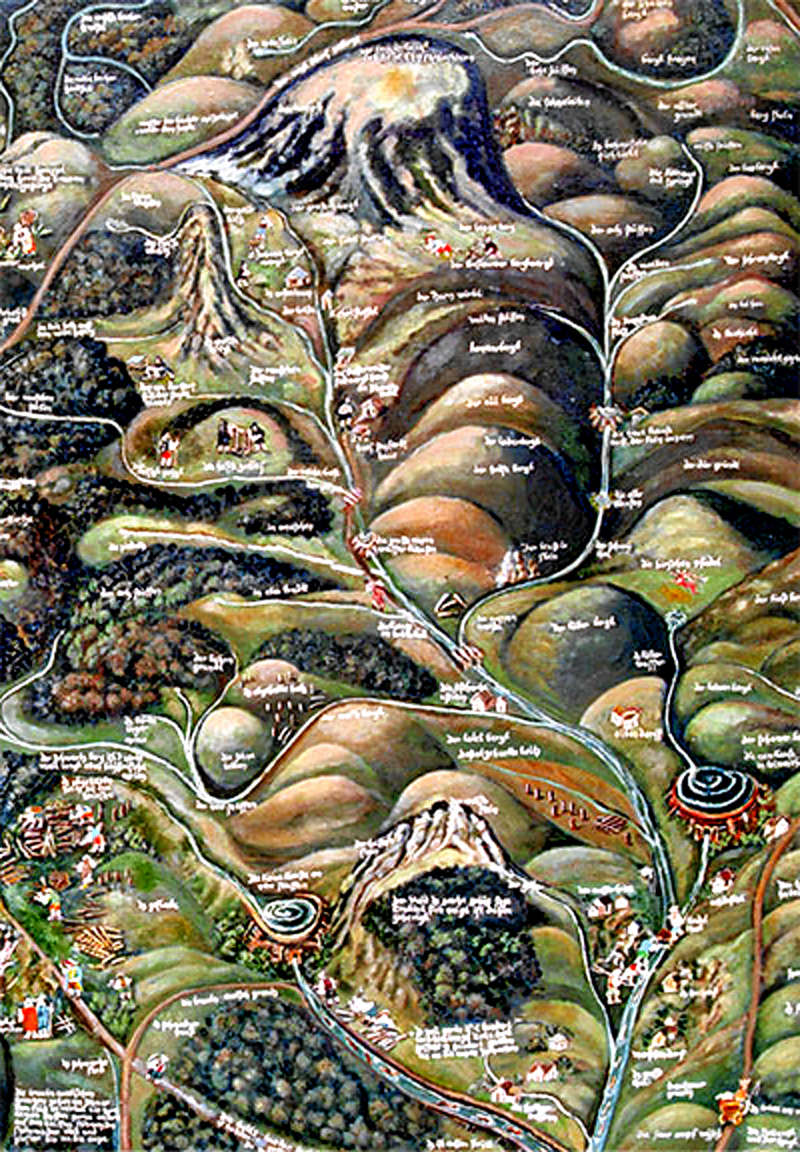
Auf der ersten Karte des Gebirges von Simon Hüttel, die Ende des 16. Jahrhunderts entstand, sind östlich unter dem Riesenberg (Sněžka) Jäger, Bergknappen und Klausen zu sehen

Im 16. Jahrhundert wurde im ganzen Tal der ursprüngliche Urwald abgeholzt. Dies geschah auf Betreiben des obersten böhmischen Berghauptmanns, Christoph von Gendorf, der zugleich Besitzer des mittleren und Verwalter des östlichen Riesengebirges war. Zu diesem Zweck warb er Forstleute aus den Alpenländern an und trug so zur Besiedlung des Gebirges bei. Drei Jahre nach dem Tod des Hauptmanns kamen 1566 die ersten Holzknechte mit ihren Familien. Zunächst wurden sogenannte Klausen, kleinen Wehranlagen zum Flößen von Baumstämmen angelegt. Am Messnerbach entstand damals die Messnerklause und am Löwenbach die größere Löwenklause. In Kleinaupa wurden insgesamt sechs Klausen betrieben und bald war nahezu der ganze Altbestand kahl geschlagen. Ein großer Teil des Holzes diente der Versorgung der Silbergruben in Kuttenberg mit Grubenholz. Das weitere Holz wurde gleich am Ort in Meilern zu Holzkohle verarbeitet, die auf Kraxen meist zu den Eisenhütten im schlesischen Schmiedeberg getragen wurde.
Ebenfalls im zweiten Drittel des 16. Jahrhunderts begann man damit, die Erzlagerstätten im Schurfbau, d. h. nahe der Oberfläche zu erkundeten. Es scheinen jedoch damals die Lagerstätten im Riesengrund (cs: Obří důl) noch ergiebiger gewesen zu sein. Erst im Jahr 1735 wurde der Erzabbau hierher verlagert. Bescheidene Reste alter Gruben blieben bei der Enklave Dolský-Bauden erhalten und im Abschluss des Löwengrunds sind Reste des Erzabbaus vom Beginn des 20. Jahrhunderts auszumachen. Der wichtigste Rohstoff aus dem Löwengrund war jedoch schon immer das Holz. Noch heute sind im westlichen Teil des Löwengrunds, am Mittelberg, an den Kugeln und der Rennerkoppe, entlang des Messnerbachs, oberhalb der Dolský-Bauden und anderen Stellen kreisförmige Grundrisse ehemaliger Kohlenmeiler feststellbar. Obwohl sich die Nachkommen der Holzfäller später vor allem von der Land- und Viehwirtschaft ernährten, starb das Holzfällerhandwerk hier ganze 400 Jahre nicht aus.
Zur letzten großen Holzernte am unteren Lauf des Löwenbachs kam es im 2. Weltkrieg durch französische und wohl auch sowjetische Kriegsgefangene. Sie waren in einem Arbeitslager interniert, das an der Stelle des heutigen Holzlagers nahe der Mündung des Löwenbachs stand und mit einem Drahtverhau umgebenen war. In Zwangsarbeit legten die Gefangenen einen fast 575 Meter langen Bergsteig in traditioneller Sturzpflasterung an, der die Baumbestände bei der Wiesenenklave Simmaberg am Südhang des Löwenberges zugänglich. Dort endet der sogenannte Franzosenweg unvermittelt mitten im Wald.
Nach Vertreibung der Deutschen aus der Tschechoslowakei nach dem Zweiten Weltkrieg verschwanden die Einöden Laubplan, Braun- und Kuglerbauden. Simmaberg wurde in „Šímovy chalupy“ umbenannt, die benachbarte Siedlung Nikelsberg erhielt den Namen „Niklův vrch“. Im Bestreben jede Erinnerung an die Zeit der deutschen Besiedlung zu tilgen, erhielt auch der Löwenbach mit „Jeleni potok“ seinen heutigen Namen.
In den Jahren 1976 bis 1982 wurde nach einigen Kontroversen der Bau der asphaltierten Straße fertiggestellt. Sie führt von Malá Úpa nach Šímovy chalupy und weiter um Niklův vrch nach Horní Malá Úpa.